# Idelette de Bure
Idelette de Bure ou Idelette de Buren, esposa de Stordeur e depois de Calvino, nascida nos primeiros anos do século XVI em Liège e falecida em 29 de Março de 1549 em Genebra, é conhecida como esposa do reformador francês João Calvino, com quem se casou em Estrasburgo.

## Biografia
Idelette de Bure se casou em 1525 com seu primeiro marido Jean Storder, um dos líderes anabatista da cidade, na igreja Sainte-Véronique, e eles tiveram dois filhos, um filho e uma filha. A família se refugia em Basileia, depois da revolta do Rivageois, por razões politico-religiosas. O casal Storder tornou-se associado a Calvino em 1535, e Jean Stordeur aderiu à teologia reformada calvinista, mais moderada do que a teologia anabatista. Quando Storder morreu da peste bubónica, Idelette e seus filhos se instalam em Estrasburgo.
Ela casou com Calvino em setembro de 1540, na presença dos deputados Neuchâtel e Valangies, e provavelmente de alguns refugiados belgas. Quando Calvino foi chamado para Genebra, a família mudou-se para a casa localizada rue des Canons. Ela morreu em 1549. João Calvino escreve sobre ela que era uma ajudante fiel em seu ministério e a melhor amiga de sua vida.